# Вустерский соус

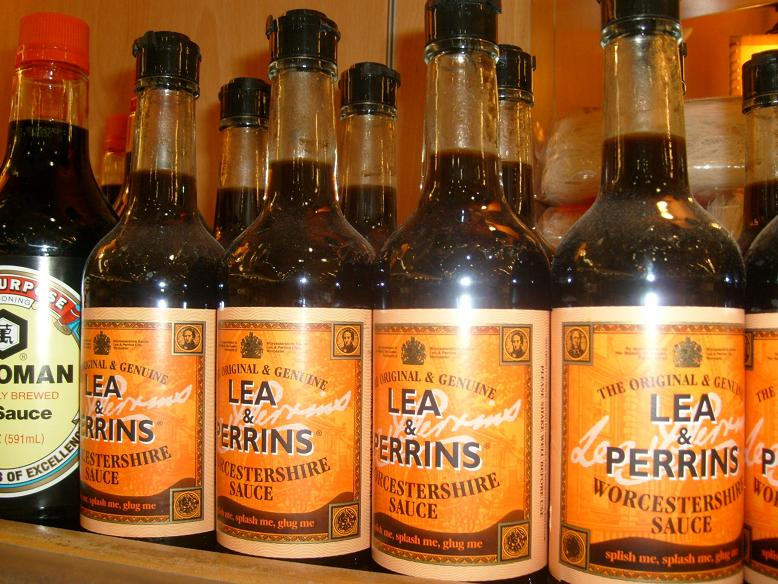
Вустерский соус производства Lea & Perrins

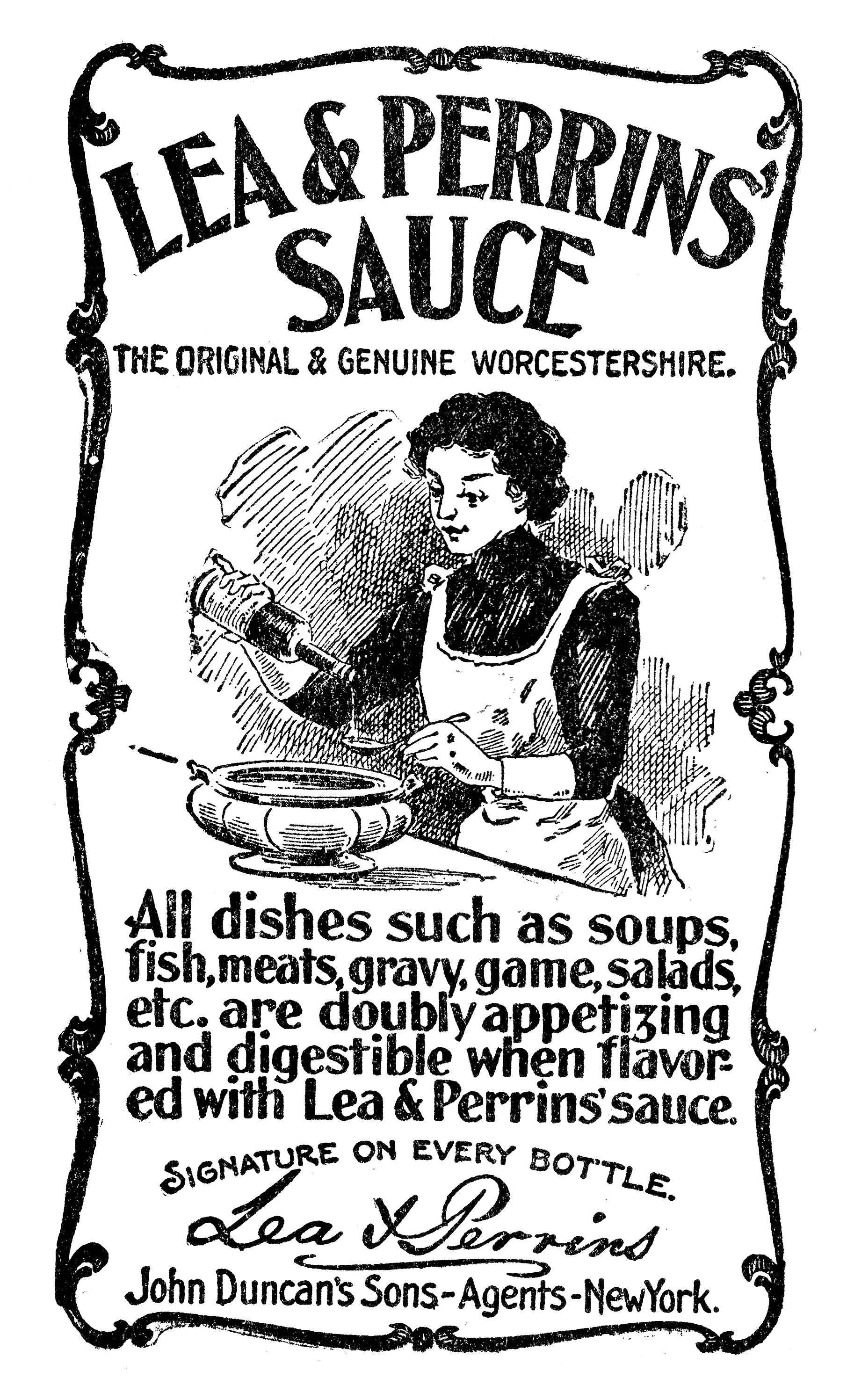
Реклама вустерширского соуса начала XX века

Ву́стерширский, ворчестерширский или ву́стерский соус (англ. Worcestershire sauce, по названию английского графства Вустершир) — кисло-сладкий, слегка пикантный ферментированный соус на основе уксуса, сахара и рыбы. Входит в состав коктейлей «Цезарь», «Кровавая Мэри» и «Устрица прерии», а также многих классических и современных блюд.

## Состав соуса
Оригинальный состав соуса, по версии основного производителя, компании Lea & Perrins, включает в себя следующие ингредиенты:
- уксус солодовый (из ячменя)
- уксус спиртовой
- патока
- сахар
- соль поваренная
- анчоусы
- экстракт тамаринда
- лук
- чеснок
- специи
- ароматизаторы натуральные

Хотя соевый соус входит в состав многих вариаций ворчестера начиная с 1880-х годов, использование его в версии от Lea & Perrins является предметом дискуссий. Согласно William Shurtleff’s SoyInfo Center, в письме от компании 1991 года генеральный менеджер J. W. Garnett пояснил, что бренд использовал гидролизованный растительный белок во времена Второй мировой войны в силу дефицита сырья. На 2022 год соевый соус не входит в состав оригинального вустера от Lea & Perrins.

## История создания
Легенда гласит, что по заказу лорда Маркуса Сэндиса (1798—1863), вернувшегося из Бенгалии в родной Вустершир в 1837 году, одна из аптек приготовила соус по привезённому лордом из Индии рецепту. Но заказчик отказался забрать заказ и оплатить его, так как, по его словам, получилось совсем не то, что он заказывал. Аптекари не стали выбрасывать неполучившийся соус, а убрали его в подвал. Через несколько месяцев при очередной ревизии аптекари обнаружили оставленный соус, про который все уже к тому времени забыли. После пробы соуса ко всеобщему удивлению выяснилось, что он приобрёл исключительные вкусовые качества. Был обнаружен и рецепт лорда, по которому наладили выпуск соуса. Аптекари Джон Ли и Вильям Перринс открыли продажу нового соуса под торговой маркой Lea & Perrins. Компания Lea & Perrins является наиболее известным производителем ворчестера и по настоящее время (с 2005 года входит в состав Kraft Heinz Company). Историки отмечают значительное сходство ворчестера с популярным ещё до нашей эры в греко-римской кухне гарумом.

## Марки
- Lea & Perrins (в настоящее время один из брендов Heinz)
- Heinz
- French’s
- Cajun Power
- Appel (Германия)[4]

## Использование в кулинарии
Вустерский соус используется достаточно широко — и далеко за пределами классической английской кухни, где его добавляют в различные блюда из мяса и овощей. Прежде всего, это практически незаменимый компонент салата Цезарь. Также без него неполон рецепт коктейля Кровавая Мэри. Часто соус подают к мясу — особенно к говядине (прежде всего, к стейкам, а также добавляют в тартар — блюдо из сырого рубленого мяса — и бургеры) и птице. Добавляют в заправки к холодным и горячим овощным блюдам, яйцам-пашот и даже в супы. Соус также выгодно подчёркивает вкус блюд из рыбы и морепродуктов, может быть использован и в маринадах.
В связи с тем, что вкус у соуса насыщенный, добавлять его следует в небольших количествах.

## Состав соуса по В. В. Похлебкину
В сети Интернет широко растиражирован якобы «классический» состав соуса, который привёл В. В. Похлёбкин в своей книге «Приправы» (Агропромиздат, 1991 год). Ссылаясь на несуществующего американского производителя Harris & Williams (фирма с таким наименованием существует в реальности, но является инвестиционным банком и не имеет отношения к кулинарии), он приводит следующий состав на 10 литров готового соуса: «950 г томатной пасты, 190 г экстракта грецких орехов, 570 мл отвара шампиньонов, 80 г чеснока, 60 г чёрного молотого перца, 760 мл десертного вина (настоящий портвейн, токай), 570 г тамаринда, 190 г сарделлы (специально приготовленные пряные рыбки), 100 г порошка карри, 340 мл экстракта красного перца чили, 4 г душистого перца, 190 г лимона, 40 г хрена, 80 г сельдерея, 80 мл аспика (концентрированный до желеобразного состояния мясной бульон, осветлённый и обезжиренный), 70 г осветленного и обезжиренного мясного желе, 2,25 л 10 % уксуса (солодового), 3 л воды, 1 г имбиря, 1 г лаврового листа, 4 г мускатного ореха, 230 г соли, 230 г сахара, 1 г стручка чили, 19 г жженого сахара, 10 г экстракта (вытяжка) эстрагона (настойка на уксусе)».
По ряду причин этот состав следует относить к неправдоподобным: использование ингредиентов в количествах 1-20 г на 10 л готового соуса лишено смысла как в кулинарном плане, так и технологически. Кроме того, сарделла — это калабрийская закуска из сардин, в то время как анчоусы являются главным ингредиентом умами в оригинальном составе, что роднит вустер с гарумом.

## Домашние версии соуса
Многие домашние имитации вустера содержат такие нехарактерные для оригинального соуса компоненты, как томат, соевый соус, карри, горчица, но не содержат ферментированных анчоусов.